# Netechmina
Netechmina là một chi bướm đêm thuộc phân họ Tortricinae của họ Tortricidae.

## Các loài
- Netechmina metachora Razowski & Becker, 2001